# Rogécourt
Rogécourt es una comuna francesa situada en el departamento de Aisne, en la región de Alta Francia.

## Demografía
| 84 | 89 | 79 | 78 | 91 | 92 | 106 |
| Para los censos de 1962 a 1999 la población legal corresponde a la población sin duplicidades (Fuente: INSEE [Consultar]) |    |    |    |    |    |     |